# 19e dynastie van Egypte
De 19e dynastie begon met de regering van generaal Horemheb, die zichzelf uitriep tot farao. Toen hij zonder erfgenaam stierf, nam generaal Ramses I de macht over. Deze farao wordt officieel gezien als de eerste farao van de 19e dynastie.
Zijn opvolger, Seti I, ondernam enkele militaire campagnes in Palestina, en deed veel moeite om alle herinnering aan Achnaton uit te wissen, door zijn naam van de monumenten te verwijderen. Zijn opvolger Ramses II bevocht de Hettieten in de Slag bij Kadesh. Dit gevecht eindigde in een wederzijds vredesverdrag, maar werd in de Egyptische tempels voorgesteld als een grote overwinning van de Egyptenaren. Ramses II bouwde meer dan welke andere farao dan ook, en verplaatste de hoofdstad naar Pi-Ramesse in de Nijldelta, de plaats van herkomst van de Ramessiden-familie. Ramses II werd opgevolgd door zijn 13e zoon Merenptah, die meerdere malen de binnenvallende Tehenoe bevocht. Ook de zogenaamde 'Zeevolken' - stammen uit het Mediterrane gebied, die Egypte tijdens zijn regering binnenvielen - werden bevochten. Na de dood van Merenptah volgde Seti II hem op, die korte tijd geüsurpeerd werd door Amenmesses. Vervolgens regeerde Siptah korte tijd, opgevolgd door de weduwe van Seti II, Tawosret. Na Tawosret kwam er een einde aan de 19e dynastie. 

## Galerij

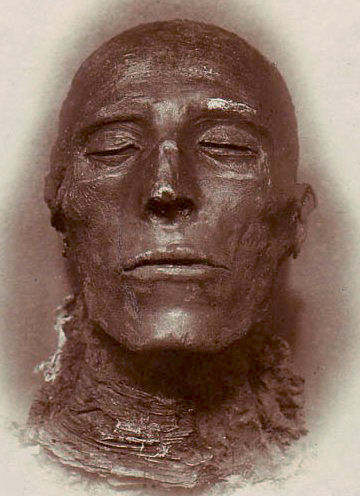
Mummie van Seti I